# Monumento a Giuseppe Balzaretto
Il monumento a Giuseppe Balzaretto, architetto autore nel 1862 della risistemazione dei Giardini di via Palestro di Milano, è un gruppo scultoreo in pietra e bronzo posto sulla rocaille del Monte Merlo dei medesimi giardini.

## Descrizione
Il busto fu realizzato dallo scultore Francesco Barzaghi, mentre la composizione del monumento è del pittore Giuseppe Bertini (1825-1898). L'epigrafe è «GIUSEPPE BALZARETTI / ARCHITETTO / MDCCCLXXVI».
Fu inaugurato il 12 settembre 1876.